# Manifesten (Mulisch)
Manifesten is een verzameling spreuken, ideeën en korte beschouwingen over het schrijverschap en de literatuur, door Harry Mulisch geschreven in 1958. Later nam Mulisch de collectie op als het vijfde deel van zijn autobiografie Voer voor psychologen (1961).

## Voorbeelden van spreuken
- Moraal van het schrijven: werkelijkheid.
- Boeken die tot het goede prikkelen: morele pornografie.
- Werkelijkheid: boeken, die voor stervelingen geen tijdverspilling zijn.
- De schrijver kijkt uit over het hooggebergte van zijn leven, zijn stad, zijn tijd, en voelt zijn verantwoordelijkheid: een staf in zijn handen. Hij beslist wat vergeten zal worden, en wat gered wordt naar het dal, waar het voorgoed plaatsheeft.